# Чирюг
Чирюг — река в России, протекает в Лузском районе Кировской области. Устье реки находится в 6 км по правому берегу реки Шелюг. Длина реки составляет 32 км.
Река вытекает из болот в 10 км к югу от деревни Уга и в 70 км к юго-востоку от города Луза. Река течёт в верхнем течении на запад, в среднем и нижнем — на север. Русло сильно извилистое. Всё течение проходит по ненаселённому, заболоченному лесному массиву. Приток — Осиновая (левый). Впадает в Шелюг чуть ниже деревни Никитинская. Ширина реки у устья — 7 метров.

## Данные водного реестра
По данным государственного водного реестра России и геоинформационной системы водохозяйственного районирования территории РФ, подготовленной Федеральным агентством водных ресурсов:
- Бассейновый округ — Двинско-Печорский
- Речной бассейн — Северная Двина
- Речной подбассейн — Малая Северная Двина
- Водохозяйственный участок — Юг
- Код водного объекта — 03020100212103000012891